# 프랑스 전력공사
프랑스 전력공사(프랑스어: Électricité de France S.A., EDF; 영어: Electricity of France)는 프랑스의 전력회사로, 프랑스 정부가 대주주이다. EDF의 본사는 프랑스 파리에 있으며, 584.7 테라와트시의 전력을 전세계에서 생산하고 있다. 2009년을 기준으로 세계에서 가장 많은 전기를 생산하고 있는 기업이다. 2018년 현재 발전시설의 대다수를 차지하는 것은 78%인 원자력이다. EDF는 여러 고객들에게 전력을 수출하며, CERN도 이들중 하나이다

## 역사
EDF는 1946년 4월 8일 샤를 드골의 임시 정부에서 산업생산부 장관을 맡은 프랑스 공산당의 마르셀 폴(Marcel Paul)이 1700여개의 소규모 전력회사, 공급업자 등을 국유화 하면서 프랑스 가스공사(GDF)와 함께 시작되었다. 이렇게 통폐합된 EDF는 프랑스 대부분의 전력생산과 분배시장을 독점하였으나, 일부 사업체들은 국유화되지 않고 남았다. 이런 독점은 1999년 깨지게 되었고, 강제로 20%를 경쟁자들에게 내주게 되었다.
그리고 2005년 11월 프랑스 정부는 EDF의 일부 지분을 파리 증권시장에 내놓았으나, 2008년이 끝날때까지도 85%정도의 주식을 갖고 있었다.

## 같이 보기
- 지도주의